# 磐城站 (福島縣)
磐城站（日语：／ Iwaki eki */?），是一個位於日本福島縣磐城市平字田町，屬於東日本旅客鐵道（JR東日本）的鐵路車站。

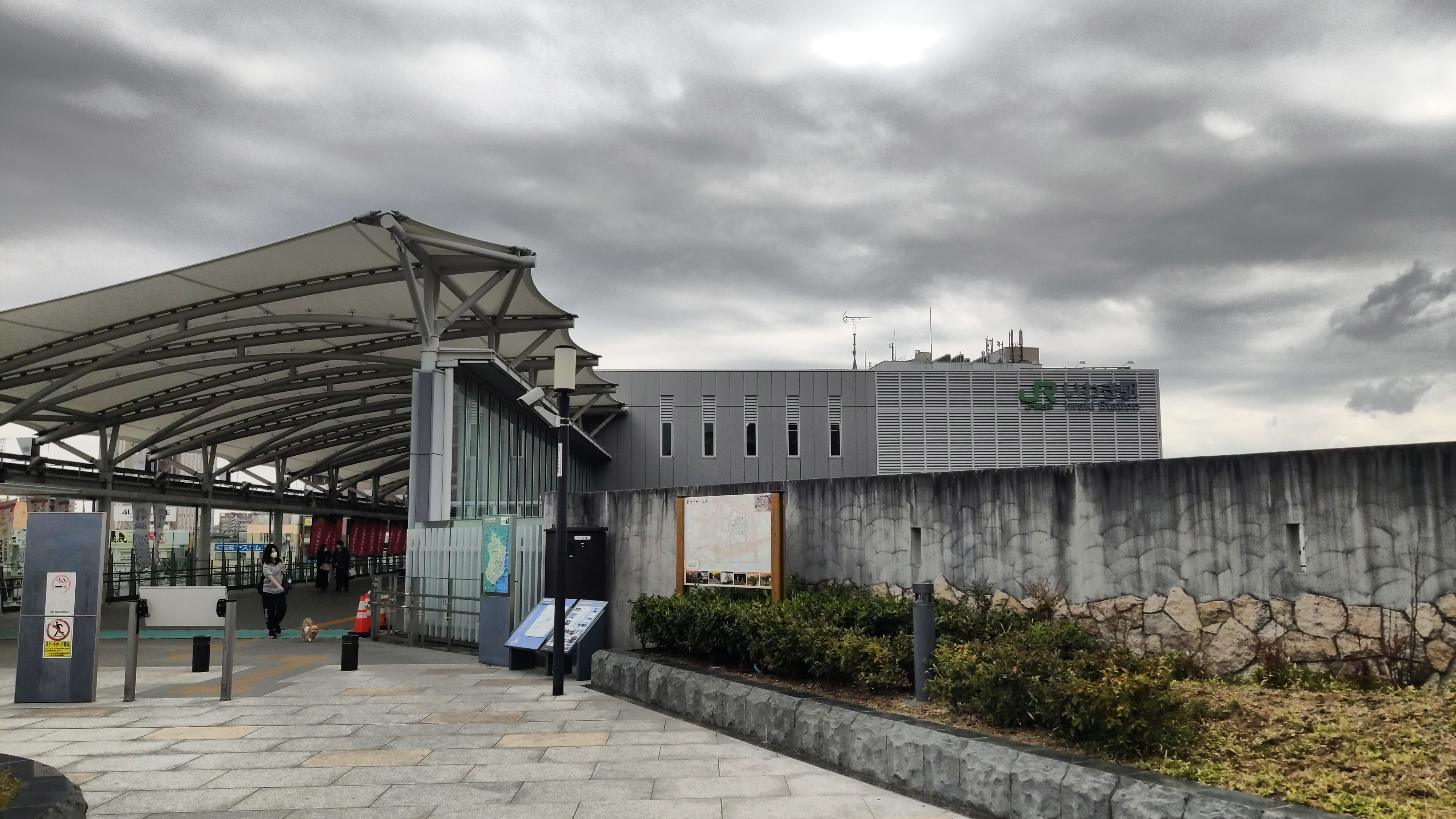
北口（2021年5月）

## 車站結構
島式月台3面6線的地面車站，設有跨站式站房。

### 月台配置
| 月台       | 路線                               | 方向 | 目的地                                                     | 備註             |
| ---------- | ---------------------------------- | ---- | ---------------------------------------------------------- | ---------------- |
| 1          | ■常磐線（特急） 「常陸」、「常盤」 | 上行 | 日立、水戶、土浦、上野、東京、品川方向 （包括■上野東京線） | 此站始發         |
| 1、2、3、5 | ■常磐線                            | 上行 | 日立、水戶、土浦方向                                       | 主要於1、2號月台 |
| 3、4、5    | ■常磐線                            | 下行 | 廣野、富岡、原之町、仙台方向                               |                  |
| 5、6       | ■磐越東線                          |      | 小川鄉、小野新町、郡山、仙台方向                           | 下行             |

（來源：JR東日本:車站構內圖 （页面存档备份，存于））

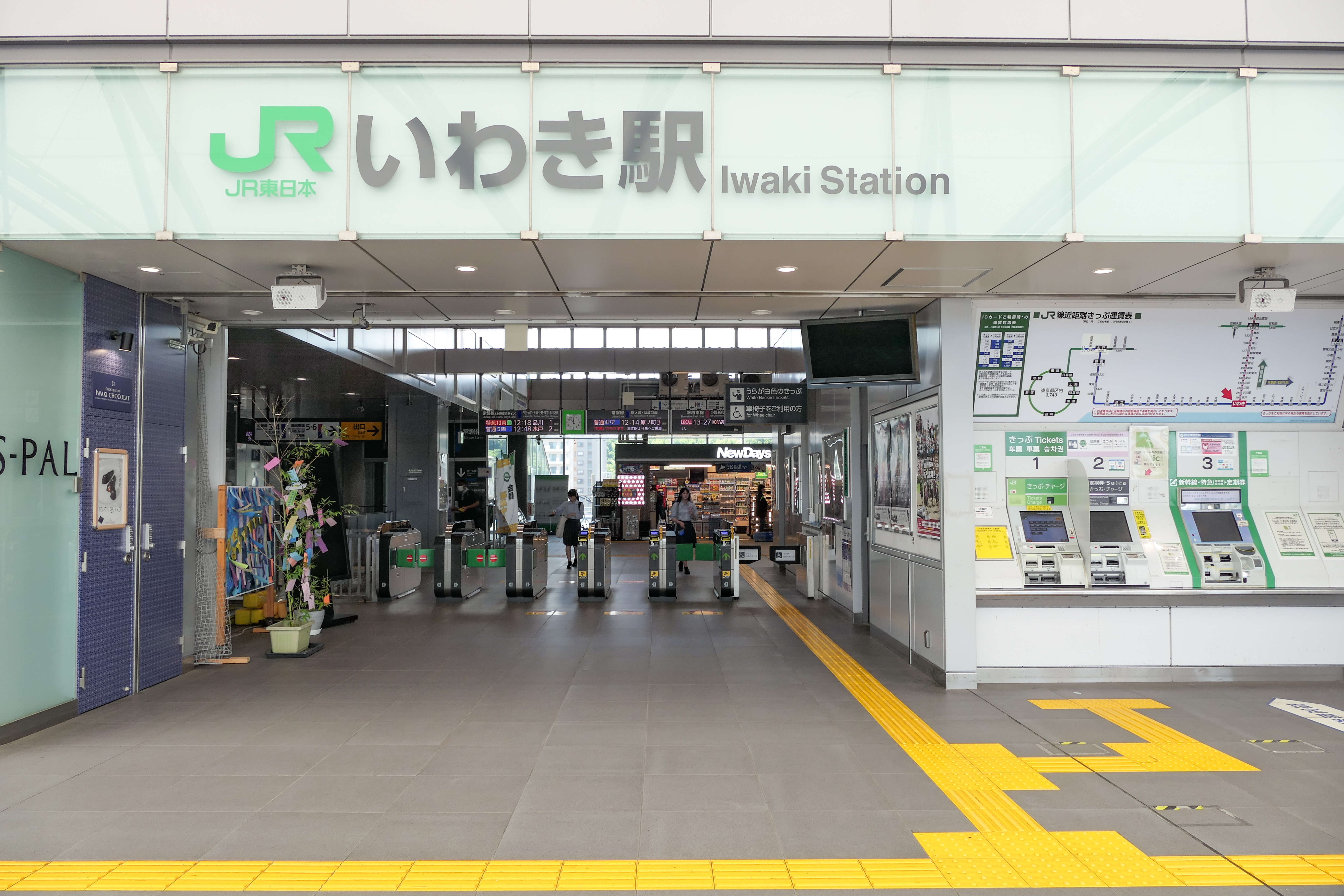
檢票口（2023年7月）
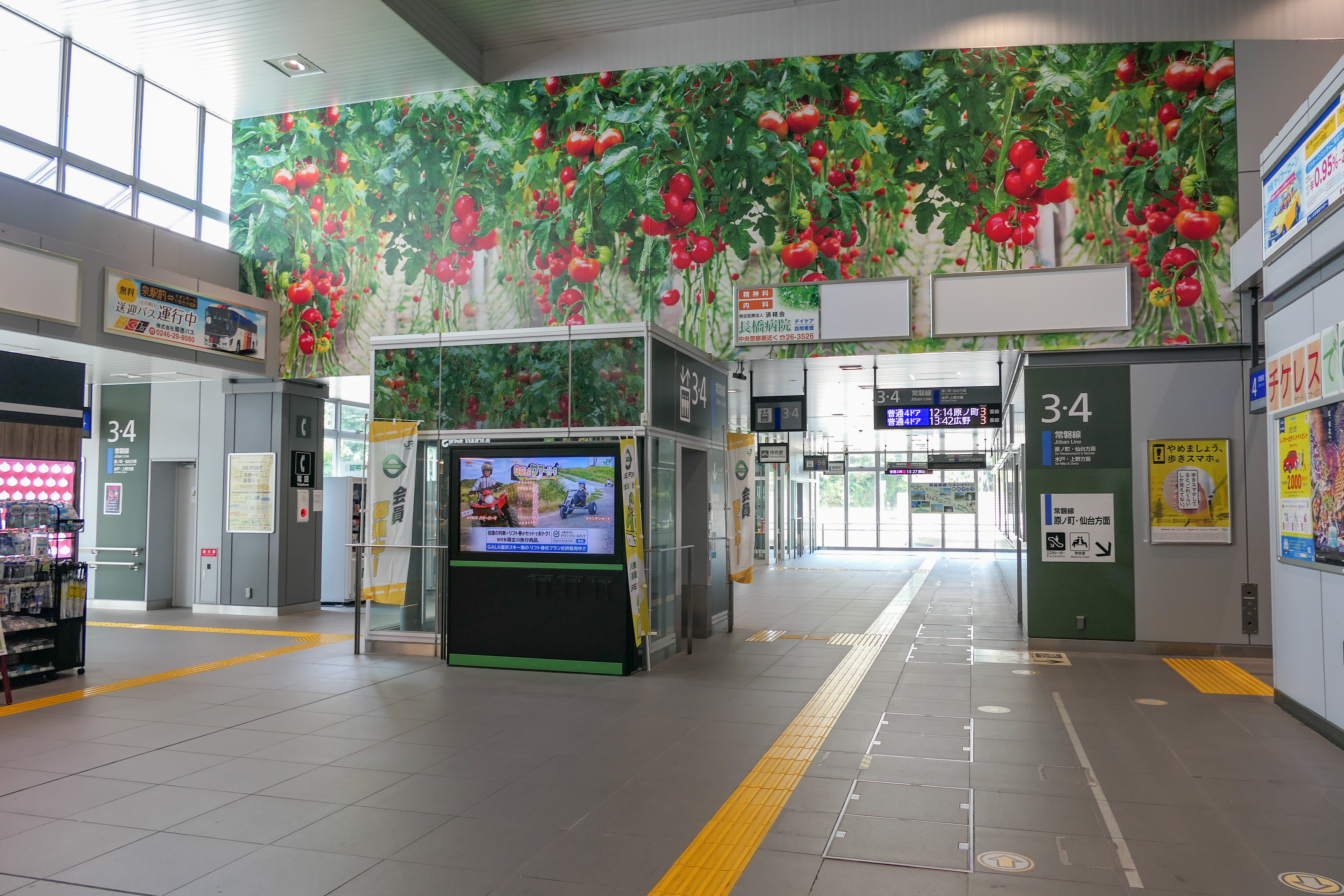
車站大廳（2023年7月）
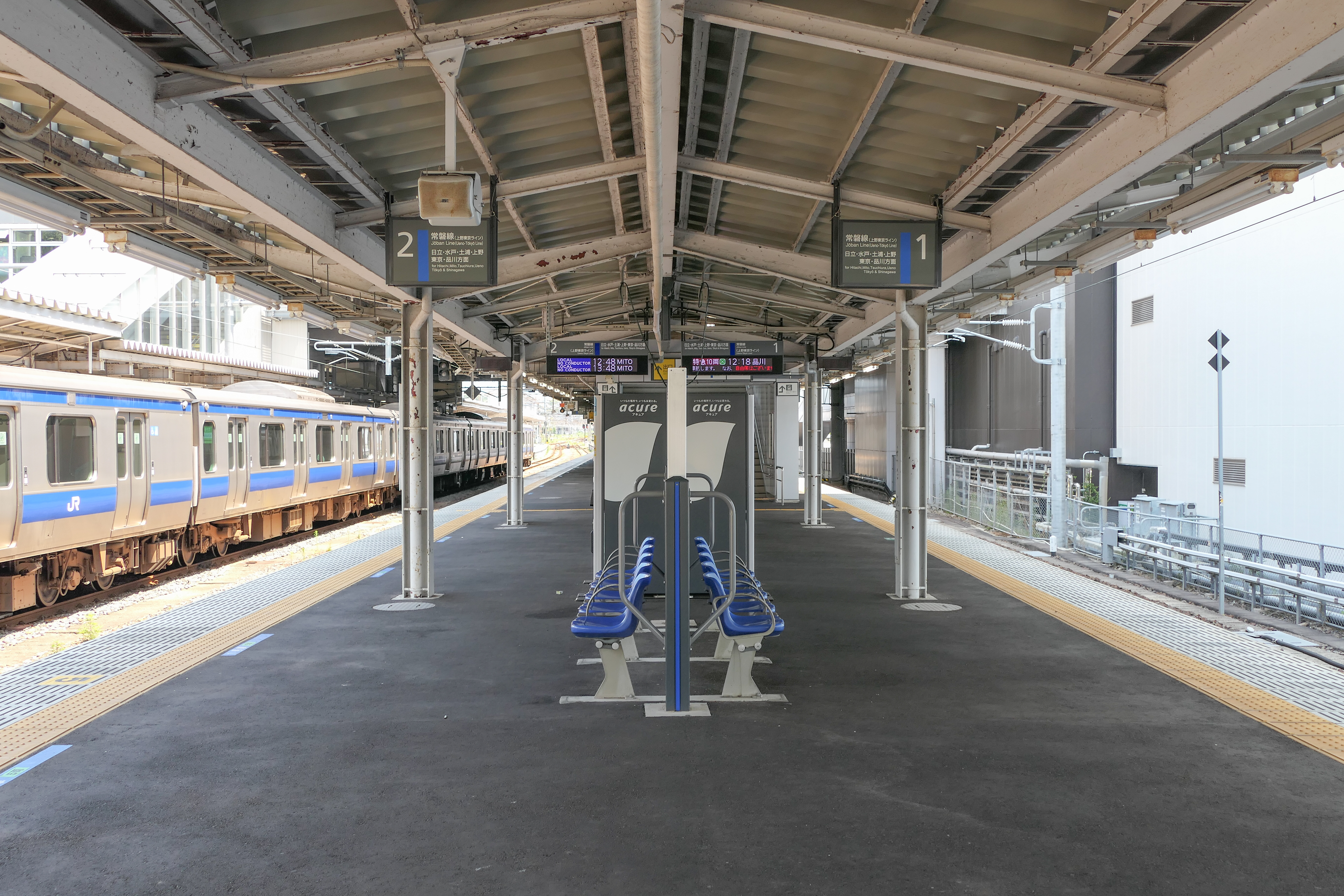
1號與2號月台（2023年7月）
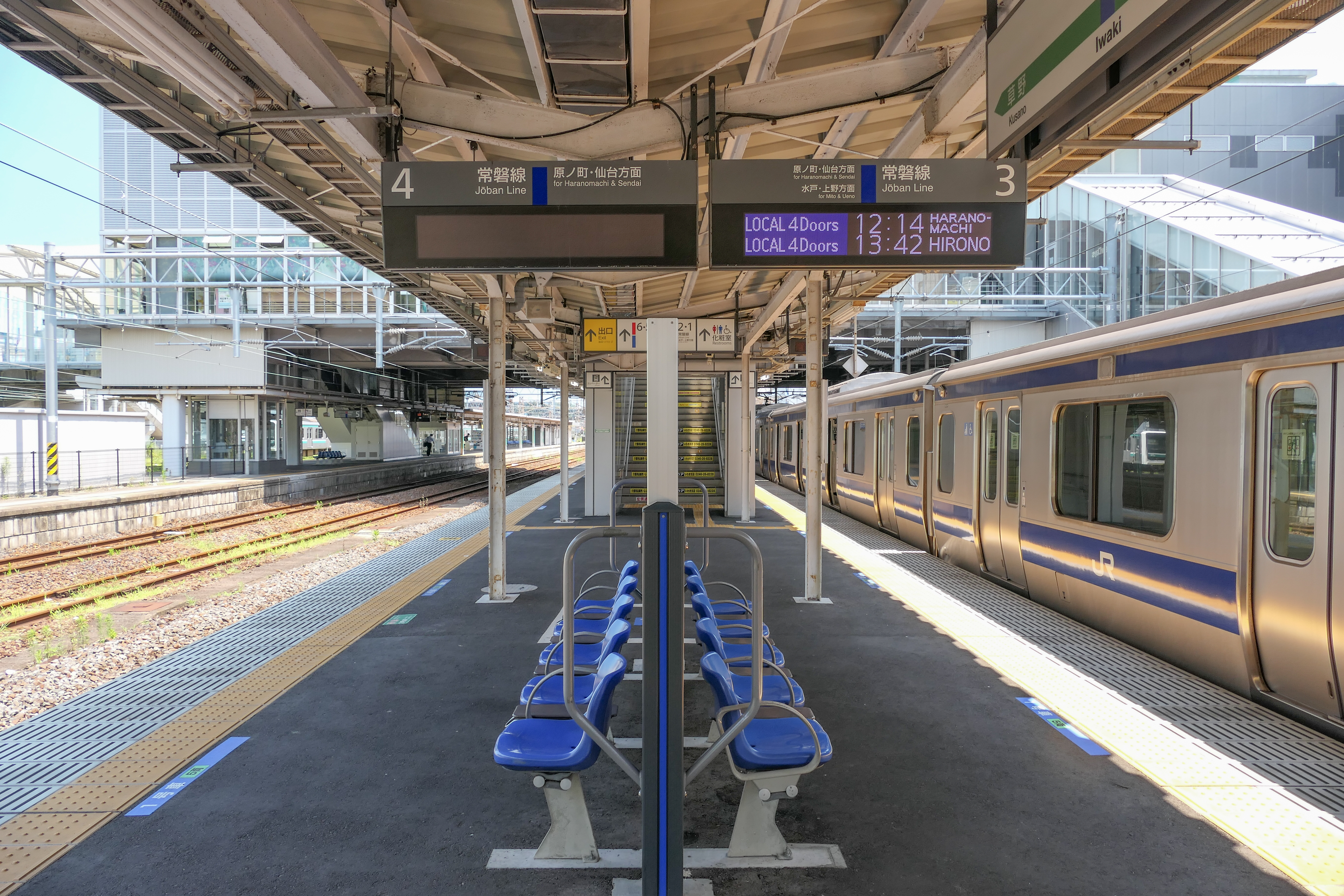
3號與4號月台（2023年7月）
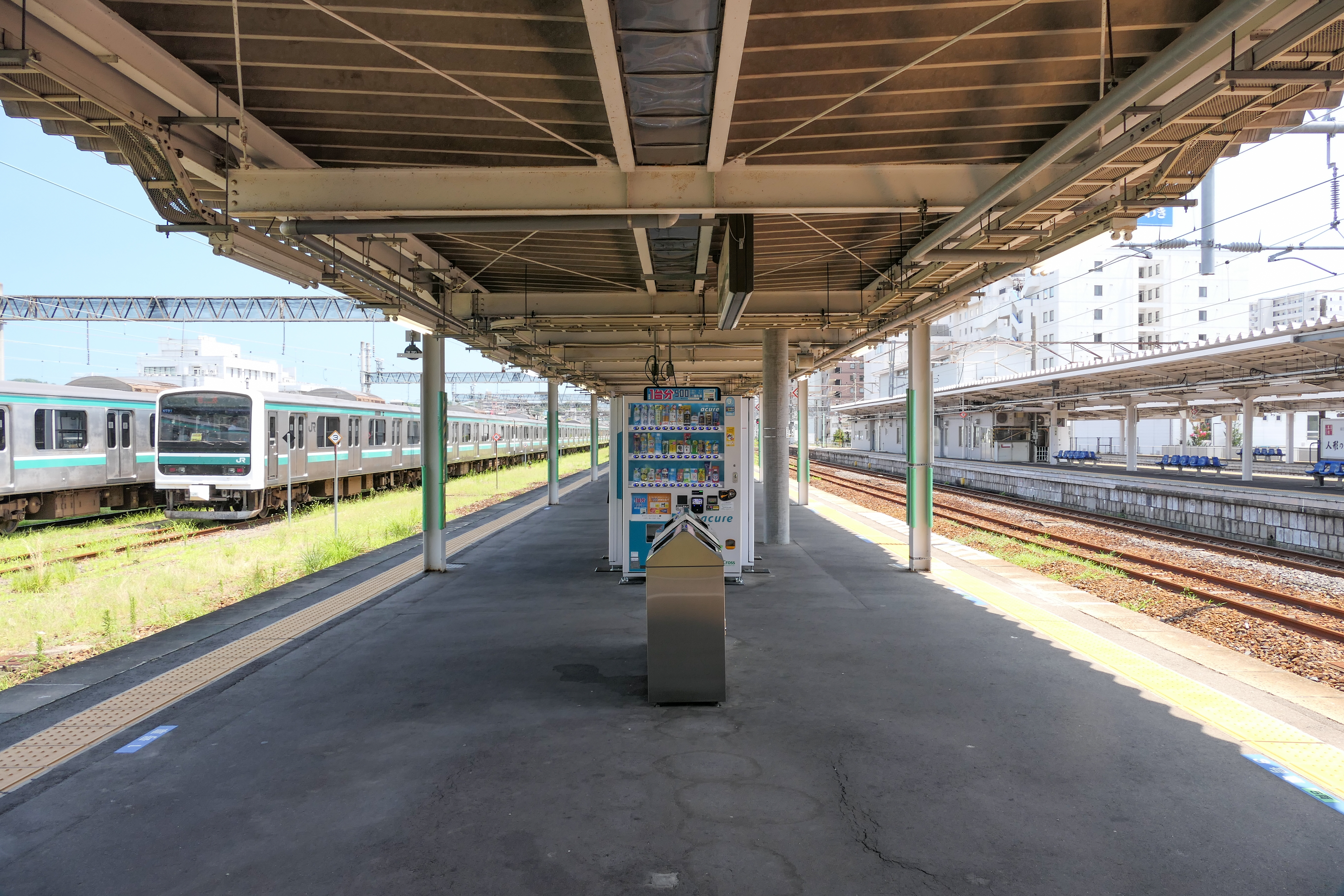
5號與6號月台（2023年7月）

## 使用情況
根據JR東日本，2018年度（平成30年度）1日平均上車人次為5,872人。福島縣車站次於郡山站、福島站排行第3位。使用人數有減少傾向，2011年度（平成23年度）受東日本大震災的影響下降5,000人。
近年1日平均上車人次推移如下表。
| 上車人次推移       | 上車人次推移     | 上車人次推移    |
| 年度               | 1日平均 上車人次 | 來源            |
| ------------------ | ---------------- | --------------- |
| 2000年（平成12年） | 8,035            | [ 利用客数 2 ]  |
| 2001年（平成13年） | 7,960            | [ 利用客数 3 ]  |
| 2002年（平成14年） | 7,919            | [ 利用客数 4 ]  |
| 2003年（平成15年） | 7,541            | [ 利用客数 5 ]  |
| 2004年（平成16年） | 7,246            | [ 利用客数 6 ]  |
| 2005年（平成17年） | 7,031            | [ 利用客数 7 ]  |
| 2006年（平成18年） | 6,828            | [ 利用客数 8 ]  |
| 2007年（平成19年） | 6,650            | [ 利用客数 9 ]  |
| 2008年（平成20年） | 6,487            | [ 利用客数 10 ] |
| 2009年（平成21年） | 6,268            | [ 利用客数 11 ] |
| 2010年（平成22年） | 6,004            | [ 利用客数 12 ] |
| 2011年（平成23年） | 4,175            | [ 利用客数 13 ] |
| 2012年（平成24年） | 5,996            | [ 利用客数 14 ] |
| 2013年（平成25年） | 6,136            | [ 利用客数 15 ] |
| 2014年（平成26年） | 5,910            | [ 利用客数 16 ] |
| 2015年（平成27年） | 6,142            | [ 利用客数 17 ] |
| 2016年（平成28年） | 6,092            | [ 利用客数 18 ] |
| 2017年（平成29年） | 6,028            | [ 利用客数 19 ] |
| 2018年（平成30年） | 5,872            | [ 利用客数 1 ]  |

## 相鄰車站
東日本旅客鐵道
■常磐線
■特急「常陸」「常盤」停車站

湯本－磐城
■普通
內鄉－磐城－草野
■磐越東線
磐城－赤井

### 曾經存在的路線
好間軌道
平－下好間

### 使用情況
1. 1 2  . 東日本旅客鉄道.   [2019-07-06]. （原始内容存档于2019-07-05）.
2. ↑  . 東日本旅客鉄道.   [2019-02-24]. （原始内容存档于2007-10-28）.
3. ↑  . 東日本旅客鉄道.   [2019-02-24]. （原始内容存档于2019-03-22）.
4. ↑  . 東日本旅客鉄道.   [2019-02-24]. （原始内容存档于2019-03-22）.
5. ↑  . 東日本旅客鉄道.   [2019-02-24]. （原始内容存档于2019-03-22）.
6. ↑  . 東日本旅客鉄道.   [2019-02-24]. （原始内容存档于2019-03-22）.
7. ↑  . 東日本旅客鉄道.   [2019-02-24]. （原始内容存档于2019-03-28）.
8. ↑  . 東日本旅客鉄道.   [2019-02-24]. （原始内容存档于2019-03-28）.
9. ↑  . 東日本旅客鉄道.   [2019-02-24]. （原始内容存档于2019-03-28）.
10. ↑  . 東日本旅客鉄道.   [2019-02-24]. （原始内容存档于2019-03-28）.
11. ↑  . 東日本旅客鉄道.   [2019-02-24]. （原始内容存档于2019-03-28）.
12. ↑  . 東日本旅客鉄道.   [2019-02-24]. （原始内容存档于2019-03-28）.
13. ↑  . 東日本旅客鉄道.   [2019-02-24]. （原始内容存档于2019-03-28）.
14. ↑  . 東日本旅客鉄道.   [2019-02-24]. （原始内容存档于2019-03-28）.
15. ↑  . 東日本旅客鉄道.   [2019-02-24]. （原始内容存档于2019-03-28）.
16. ↑  . 東日本旅客鉄道.   [2019-02-24]. （原始内容存档于2019-03-28）.
17. ↑  . 東日本旅客鉄道.   [2019-02-24]. （原始内容存档于2019-03-23）.
18. ↑  . 東日本旅客鉄道.   [2019-02-24]. （原始内容存档于2019-03-28）.
19. ↑  . 東日本旅客鉄道.   [2019-02-24]. （原始内容存档于2019-03-21）.

## 外部連結
- 車站資訊（磐城）：東日本旅客鐵道